# Cheshire Cat (Album)
Cheshire Cat ist das Debütalbum der US-amerikanischen Rockband blink-182. Es erschien am 17. Februar 1995 über die Independent-Labels Cargo Music und Grilled Cheese.

## Hintergrund und Inhalt
Ursprünglich veröffentlichte die Gruppe das Album noch unter dem Bandnamen blink. Da es allerdings bereits eine irische Band gab, die diesen Namen trug, musste sie ihren Namen ändern und wählte den Zusatz -182. Der Titel des Albums stammt von der Cheshire Cat, zu Deutsch Grinsekatze, aus Lewis Carrolls Roman Alice im Wunderland.
Die Lieder sind den Genres Pop-Punk sowie Skatepunk zuzuordnen, wobei die Band vor allem typische Jugendthemen, wie Streiche und Masturbation, auf lustige Weise behandelt.

## Covergestaltung
Das Albumcover zeigt eine Siamkatze mit strahlend blauen Augen. Darüber steht in gelben Buchstaben der Schriftzug blink-182. Das Bild ist braun eingerahmt.

## Titelliste
1. Carousel – 3:11
2. M+M’s – 2:42
3. Fentoozler – 2:06
4. Touchdown Boy – 3:09
5. Strings – 2:30
6. Peggy Sue – 2:40
7. Sometimes – 1:06
8. Does My Breath Smell? – 2:40
9. Cacophony – 3:07
10. TV – 1:41
11. Toast and Bananas – 2:39
12. Wasting Time – 2:43
13. Romeo and Rebecca – 2:31
14. Ben Wah Balls – 2:38
15. Just About Done – 2:19
16. Depends – 2:47

## Chartplatzierungen, Verkaufszahlen und Auszeichnungen
Cheshire Cat konnte sich in den australischen Albumcharts im Jahr 1996 auf Rang 73 platzieren und in den neuseeländischen Albumcharts im Jahr 2000 auf Platz 27. Außerdem wurde das Album im Jahr 2013 im Vereinigten Königreich für mehr als 60.000 verkaufte Exemplare mit einer Silber-Schallplatte ausgezeichnet. Weltweit verkaufte sich das Album infolge des internationalen Durchbruchs der Band über 250.000 Mal.